# Kotyelnyicsi járás

A Kotyelnyicsi járás a Kirovi területen

A Kotyelnyicsi járás (oroszul Котельничский район, mari nyelven Какшар кундем) Oroszország egyik járása a Kirovi területen. Székhelye Kotyelnyics.

## Népesség
- 1989-ben 27 712 lakosa volt.
- 2002-ben 20 507 lakosa volt.
- 2010-ben 15 799 lakosa volt, melyből 15 145 orosz, 132 ukrán, 61 udmurt, 53 mari, 53 tatár.